# 可波·卡娜埃露
可波·卡娜埃露，是一位主要活躍於印尼的虛擬YouTuber及遊戲實況主，隸屬於Hololive Production，是Hololive Indonesia（holoID）三期生的成員之一。於2022年3月24日開始活動。
可波·卡娜埃露的形象由繪師負責人物設計，Live 2D模型由Jujube製作。對粉絲的稱呼為「Kobokerz」。

## 經歷
2022年
- 3月24日，hololive宣布ID三期生的出道，分別為維斯提亞·澤塔、卡埃拉·科瓦爾斯基亞和可波·卡娜埃露三人。於當日公開twitter和YouTube頻道[3]。
- 3月26日，YouTube頻道訂閱數達到10萬。
- 3月27日，在Youtube上進行首次直播。是三期生中第三位出道的成員。
- 5月9日，YouTube頻道疑似因洗頻機器人在聊天室中傳送大量兒童色情訊息而遭到停權。[6]
  - 5月10日，YouTube頻道於晚上解除封鎖並回復正常。
- 7月10日，在YouTube頻道上的訂閱數突破100萬，成為Hololive成員中第30位達到100萬訂閱的成員。[7]

## 音樂創作
| 發售日期      | 名稱             | 規格產品編號 | 狀態   |
| ------------- | ---------------- | ------------ | ------ |
| 2022年6月19日 | 〈Mantra Hujan〉 | CVRD-168     | 發售中 |
| 2023年3月28日 | 〈Oh! Asmara〉   | CVRD-272     | 發售中 |

## 外部連結
- 官方网站
- YouTube上的可波·卡娜埃露頻道
- 可波·卡娜埃露的X（前Twitter）